# Mouhssine Lahsaini
Mouhssine Lahsaini (Arabisch: محسن الحسايني; Khouribga, 23 augustus 1985) is een Marokkaans wielrenner die anno 2018 rijdt voor Sharjah Pro Cycling Team.
Lahsaini won in 2006 etappes in de Ronde van Burkina Faso en de Ronde van Marokko. Het jaar daarna werd hij derde in het nationaal kampioenschap en won wederom een etappe in de Tour du Faso. Kort daarna won hij bij de Pan-Arabische Spelen in Egypte een gouden medaille in de wegwedstrijd. De jaren daarna volgden nog diverse overwinningen, waaronder eindoverwinningen in de Ronde van Mali en de Ronde van Marokko.
In 2016 nam Lahsaini deel aan de wegwedstrijd op de Olympische Spelen in Rio de Janeiro, maar reed deze niet uit. Vier dagen later eindigde hij op plek 33 in de tijdrit.

## Belangrijkste overwinningen
2006
11e etappe Ronde van Burkina Faso
10e etappe Ronde van Marokko
2007
1e etappe Ronde van Burkina Faso
2009
2e etappe Ronde van Burkina Faso
5e en 8e etappe Ronde van Rwanda
2010
Vice President Cup
Eindklassement Ronde van Mali
Les challenges de la Marche Verte – GP Sakia El Hamra
 Marokkaans kampioen tijdrijden, Elite
2011
8e etappe en eindklassement Ronde van Marokko
 Marokkaans kampioen tijdrijden, Elite
 Ploegentijdrit op de Pan-Arabische Spelen
2012
Les challenges Phosphatiers – Challenge Youssoufia
 Marokkaans kampioen tijdrijden, Elite
2014
Les challenges de la Marche Verte – GP Oued Eddahab
Criterium van Sétif
Challenge du Prince – Trophée de l'Anniversaire
2015
2e etappe Ronde van Ivoorkust
Eindklassement Ronde van Ivoorkust
Eindklassement Ronde van Burkina Faso
Les challenges Phosphatiers – GP de Khouribga
2016
 Afrikaans kampioen tijdrijden, Elite
Challenge du Prince – Trophée de la Maison Royale
2017
 Marokkaans kampioen tijdrijden, Elite

## Resultaten in voornaamste wedstrijden
| Jaar |  | WK op de weg |
| ---- |  | ------------ |
| 2010 |  | opgave       |
| 2011 |  | opgave       |
| 2014 |  | opgave       |

## Ploegen
- 2013 –  Vélo Club Sovac (vanaf 15-4)
- 2015 –  Al Marakeb Cycling Team (vanaf 1-8)
- 2018 –  Sharjah Pro Cycling Team

Barbari · Baz · Ben Nasser · Benrais · Bettira · Chaabane · Chabaane · Dahmane · Droueche · Hadjbouzit · A.Hamza · F.Hamza · Lahsaini · Merdj
Aadel · Chaoufi · Elamid · Errajraji · Gaiz · Karmouchi · Lahsaini · Rhaili · Saadoune · Zahboune · El Ghouate (stagiair)
Abelouache · A. Al Ali · M. Al Ali · Almansoori · Holovasj · Lahsaini · A. Mansouri · O. Mansouri · Mayouf